# Тайная разведка
«Тайная разведка» кит. упр. 羊城暗哨, пиньинь Yángchéng ànshào, палл. Янчэн аньшао, буквально: «Скрытый дозор в Кантоне» — шпионский фильм режиссёра Лу Юй, вышедший на экраны в 1957 году.

## Сюжет
В одном из городов Китая — Гуаньчжоу — организован «Союз недовольных», которым руководит шпионский центр, находящийся в Гонконге. Связной № 209, пробирающийся с рацией из Гонконга в Гуанчжоу, попадает в руки работников китайской госбезопасности.
Использовав полученные от него данные, китайский разведотдел послал в Гуаньчжоу под маской «№ 209» своего сотрудника Ван Ляня с заданием — раскрыть сеть шпионской организации.
Постепенно установив связь с гоминдановскими агентами, Ван Лянь входит в их доверие.
Чувствуя, что комитет госбезопасности напал на их след, враги решили покинуть город, но не успели. Так благодаря выдержке и находчивости смелого разведчика был обезврежен крупный шпионский центр.

## О фильме
В основе фильма — реальная история, в которой отображено уголовное дело 1952 года, когда бывший моряк Лю Жэньдэ (Lu Rende), которого пытался завербовать агент Гоминьдана, доложил о том как его пытались задействовать в своих замыслах гоминьдановцы в органы китайской госбезопасности.

## В ролях
- Фэн Чжэ — Ван Лянь
- Хун Ся — Лян Ин
- Ди Фань — Ба Гу
- Ся Тянь — Ма Лао-бань
- Хань Тао — Чэнь Бо-чжи
- Ли Хуань-цин — Ли Сю-ин
- Лин Юнь — Сяо Шэнь-сянь
- Лян Мин — Лю Ма

## Премьеры
- — На экраны Китайской Народной республики фильм вышел в 1957 году.
- — с января 1959 года фильм демонстрировался в советском кинопрокате[3][4].